# Can Rossell (Subirats)
Can Rossell, o Can Rossell de la Costa, és un nucli de població del municipi de Subirats (Alt Penedès) situat al centre del terme municipal, prop de l'antiga quadra de Savall, a 325 m d’altitud, al nord de Sant Pau d’Ordal. Molt a prop hi ha la urbanització Can Rossell. Té una població de 80 habitants (2023).
La caseria es formà al segle XIX, al voltant de la masia de Cal Rossell, quan es van anar construint cases enganxades i ben arrenglerades, formant un sol carrer orientat a migdia. L'antiga masia de Cal Rossell es va enderrocar, i amb la runa es va tapar la bassa que hi havia al costat de l'era de la masia i que les veïnes havien aprofitat sempre per rentar-hi la roba. El 1977 es va cobrir el torrent que passava davant de les cases.
L'economia es basava en el conreu de la vinya, els presseguers, les oliveres, així com els cereals i els ametllers de forma més residual. Actualment són minoria els canrossellencs que es dediquen a l'agricultura i la majoria treballen arreu de la comarca, a la indústria o als serveis. Als anys 1960 i 1970 va funcionar a Can Rossell una petita bòbila local, que es va dedicar a la fabricació de maons, totxos i totxanes, gràcies a l'extracció de l'argila dels voltants. També tenia una secció de ceràmica. Hi treballaven veïns de Can Rossell i de les poblacions del voltant. Va ser un ajut econòmic important, doncs una duríssima pedregada el 1962, va assolar les vinyes, perdent la collita d'aquell any i les vinyes van tardar anys en refer-se. Resta en peus la xemeneia de la bòbila.
La Festa Major cau el diumenge després de Pasqua. Es muntava un envelat a l'era de Can Rossell, fins al 1927, que es construí el Centre Recreatiu de Can Rossell, amb la implicació de tot el veïnat del nucli i de les masies properes.